# Jacob Heidtmann
Jacob Oskar Julius Heidtmann (Pinneberg, 6 novembre 1994) è un ex nuotatore tedesco.

## Biografia
Ha rappresentato la Germania ai Giochi olimpici di Rio de Janeiro 2016.
Ai Campionati europei di nuoto di Glasgow 2018 ha vinto la medaglia d'oro nella staffetta mista 4x200 metri stile libero, assieme ai compagni Henning Mühlleitner, Reva Foos, Annika Bruhn, Marius Zobel e Isabel Marie Gose.

## Palmarès
- Europei

Glasgow 2018: oro nella 4x200m sl mista.
- Europei giovanili

Anversa 2012: argento nella 4x200m sl.

## International Swimming League
| Stagione 2020 |
| ------------- |
| LA Current    |